# Microrregión de Itanhaém
La microrregión de Itanhaém es una de las microrregiones del estado brasileño de São Paulo perteneciente a la mesorregión Litoral Sur Paulista. Su población fue estimada en 2010 por el IBGE en 218.840 habitantes y está dividida en cinco municipios. Posee un área total de 2.012,292 km².

## Municipios
- Itanhaém, 87 053 hab.;
- Itariri, 15.471 hab.;
- Mongaguá, 46.310 hab.;
- Pedro de Toledo, 10.213 hab.;
- Peruíbe, 59.793 hab.

- Datos: Q964589